# This Girl (Cookin’-on-3-Burners-Lied)
This Girl ist ein Lied des australischen Funk- beziehungsweise Soul-Trios Cookin’ on 3 Burners und der australischen Sängerin Kylie Auldist. Ursprünglich 2009 erschienen, erlebte es als Remix des französischen DJs Kungs ein Revival und schaffte es 2016 als dieses unter anderem auf Platz 1 der französischen und deutschen Charts.

## Inhalt

### Original
Das Original von Cookin’ on 3 Burners wurde als Teil des am 5. Mai 2009 erschienenen Albums Soul Messin’ veröffentlicht. Zu hören ist der Gesang von Kylie Auldist, der durch die Mitglieder des Trios instrumental – so z. B. durch Schlagzeug und Gitarre – begleitet wird.

“Money rains from the sky above

But keep the change cuz I’ve got enough

A little time and some tenderness

You’ll never buy my love.”

### Remix
Der Remix erschien am 19. Februar 2016 als Download. Die Änderungen zur Originalversion belaufen sich auf das fast gänzliche Wegfallen der originalen Instrumentalbegleitung, sodass nur die Gitarrensounds und Auldists Gesang erhalten blieben. Hinzugefügt wurde eine Begleitung durch Trompeten, die im Lied einen Großteil der Instrumentalbegleitung ausmachen, sowie eine Begleitung mittels elektronischer Musik von Kungs selbst. Im Musikvideo sieht man zwei junge, augenscheinlich befreundete beziehungsweise verliebte junge Erwachsene, Mann und Frau, die sich, dem gerade zu Hörenden entsprechend, entweder gehend (so bei „langsamen“, von Gesang begleiteten Liedpassagen) oder tanzend (in durch Trompeten eingeleiteten und von diesen dominierten dynamisch-schnellen Passagen) durch verschiedene Kulissen und Landschaften bewegen.

## Kommerzieller Erfolg

### Chartplatzierungen
Kungs’ This-Girl-Remix erreichte in Deutschland, Kungs’ Heimatland Frankreich und in Belgien (Wallonien) die Nummer-eins-Platzierung der offiziellen Singlecharts. Top-10-Platzierungen gelangen dem Remix in Belgien (Flandern), Dänemark, Italien, den Niederlanden, Österreich, Schweden, der Schweiz und in Spanien. Im Heimatland von Cookin’ on 3 Burners, Australien, konnte das Lied nur Platz 17 erreichen.
| ChartsChartplatzierungen       | Höchstplatzierung | Wochen |
| ------------------------------ | ----------------- | ------ |
| Australien (ARIA)              | 17 (26 Wo.)       | 26     |
| Deutschland (GfK)              | 1 (38 Wo.)        | 38     |
| Frankreich (SNEP)              | 1 (51 Wo.)        | 51     |
| Neuseeland (RMNZ)              | 22 (18 Wo.)       | 18     |
| Österreich (Ö3)                | 2 (31 Wo.)        | 31     |
| Schweiz (IFPI)                 | 6 (45 Wo.)        | 45     |
| Vereinigte Staaten (Billboard) | 14 (26 Wo.)       | 26     |
| Vereinigtes Königreich (OCC)   | 2 (33 Wo.)        | 33     |

| ChartsJahrescharts (2016)    | Platzierung |
| ---------------------------- | ----------- |
| Australien (ARIA)            | 61          |
| Deutschland (GfK)            | 6           |
| Frankreich (SNEP)            | 3           |
| Österreich (Ö3)              | 9           |
| Schweiz (IFPI)               | 17          |
| Vereinigtes Königreich (OCC) | 22          |

| ChartsJahrescharts (2017) | Platzierung |
| ------------------------- | ----------- |
| Frankreich (SNEP)         | 98          |

### Auszeichnungen für Musikverkäufe
| Land/Region                  | Auszeichnungen für Musikverkäufe (Land/Region, Auszeichnung, Verkäufe) | Verkäufe  |
| ---------------------------- | ---------------------------------------------------------------------- | --------- |
| Australien (ARIA)            | Platin                                                                 | 70.000    |
| Belgien (BRMA)               | 2× Platin                                                              | 60.000    |
| Brasilien (PMB)              | 2× Diamant                                                             | 500.000   |
| Dänemark (IFPI)              | 2× Platin                                                              | 180.000   |
| Deutschland (BVMI)           | Diamant                                                                | 1.000.000 |
| Frankreich (SNEP)            | Diamant                                                                | 250.000   |
| Italien (FIMI)               | 4× Platin                                                              | 200.000   |
| Neuseeland (RMNZ)            | 4× Platin                                                              | 120.000   |
| Österreich (IFPI)            | Gold                                                                   | 15.000    |
| Polen (ZPAV)                 | Diamant                                                                | 250.000   |
| Portugal (AFP)               | 2× Platin                                                              | 20.000    |
| Schweden (IFPI)              | 3× Platin                                                              | 120.000   |
| Spanien (Promusicae)         | 2× Platin                                                              | 120.000   |
| Vereinigte Staaten (RIAA)    | Platin                                                                 | 1.000.000 |
| Vereinigtes Königreich (BPI) | 3× Platin                                                              | 1.800.000 |
| Insgesamt                    | 1× Gold · 24× Platin · 5× Diamant ·                                    | 5.705.000 |